# Falklands '82
 Falklands '82 est un jeu vidéo de type wargame développé par John Bethell et publié par Personal Software Services en 1986 sur Commodore 64 avant d’être porté sur ZX Spectrum. Le jeu se déroule en 1982 pendant la guerre des Falklands. Le joueur y contrôle les troupes anglaises et a pour objectif d’éliminer les troupes de l’Argentine ou de capturer toutes les bases de l’ile. À sa sortie, il reçoit un accueil mitigé dans la presse spécialisée qui salue ses graphismes mais est divisée concernant son système de jeu et son réalisme,.

## Système de jeu
Falklands '82 est un wargame qui simule, au niveau opérationnel, l’offensive britannique qui vise à mettre fin à l’occupation des îles Malouines par l’Argentine pendant la guerre des Malouines en 1982. Le joueur commande les forces britanniques et affronte le programme qui commande les forces argentines. Le jeu propose cinq niveaux de difficulté qui influent sur le moral et l’efficacité des troupes argentines. 
Au début du jeu, le joueur peut d’abord définir les priorités des navires de sa flotte. Il peut ainsi leur ordonner d’apporter leur soutien aux troupes terrestres ou au contraire de se concentrer sur la défense de la flotte britannique contre les attaques. Suivant les priorités ainsi définies, ses navires sont plus ou moins vulnérables aux attaques de l’aviation ennemie. Le joueur peut ensuite choisir un site de débarquement pour ses troupes terrestres parmi les quatre proposés dans le jeu que sont port Stanley, la baie d’Uranie, la baie Cow et port San Carlos ou à effectivement eu lieu le débarquement britannique. Pour choisir le meilleur site, il peut notamment s’appuyer sur les informations obtenues par ses deux unités de renseignement, le Special Air Service et le Special Boat Service. Une fois le site sélectionné, tous les débarquements de troupes s’effectuent à ce dernier.
Le jeu se déroule sur une carte représentant la partie nord de l'île malouine orientale. L’océan est représenté en bleu, l’île en vert et les montagnes en jaune. Les unités sont représentées par des lettres dont la couleur permet de différencier les troupes britanniques de celles argentines. Le jeu se déroule au tour par tour. À son tour, le joueur peut ordonner à ses unités d’attaquer, de se déplacer, de passer son tour ou de partir en reconnaissance (pour les unités de renseignement uniquement). Suivant les conditions météorologiques, le joueur peut également demander un soutien de son aviation ou de l’artillerie de sa flotte. Lorsqu’une unité est en action, son identifiant et ses caractéristiques sont affichés en bas de l’écran. Les unités sont caractérisées par leur attaque, leur défense, leur vitesse et leur portée. L’efficacité au combat et la vitesse des unités varient en fonction du terrain sur lequel elles se trouvent et seules les unités d’artilleries et de blindés peuvent attaquer à distance. L’objectif du joueur est de reprendre les dix principales garnissons argentines, puis de les conserver pendant un tour complet.

## Développement et publication
Falklands '82 est développé par John Bethell et publié au Royaume-Uni par Personal Software Services en 1986 sur Commodore 64, avant d’être porté sur ZX Spectrum,. Le jeu est réédité au Royaume-Uni par Personal Software Services en 1987 dans une compilation qui inclut également Theatre Europe (1985) et Battle of Britain (1987). Le jeu est également édité aux États-Unis par Firebird Software en 1986 sur Commodore 64 et Commodore 128 dans une compilation qui inclut également Iwo Jima (1986),.

## Accueil
| Falklands '82 |      |       |
| Média         | Pays | Notes |
| Crash         | GB   | 3/10  |
| Sinclair User | GB   | 4/5   |
| Your Sinclair | GB   | 8/10  |
| Zzap!64       | GB   | 34 %  |